# جواو كارلوس روتشا فيسنتي
جواو كارلوس روتشا فيسنتي (3 يوليو 1984 في البرتغال - ) هو لاعب كرة قدم برتغالي في مركز الدفاع. شارك مع منتخب الرأس الأخضر لكرة القدم. أما مع النوادي، فقد لعب مع لوليتيانو وموريرينسي ونادي أروكا ونادي تونديلا ويو دي ليريا وجي. دي. توريزينسي ‏ وCD Operário ‏ وإمورتال دسبورتيفو ‏ ونادي تشافيس وSertanense F.C. ‏.

## وصلات خارجية
- جواو كارلوس روتشا فيسنتي على موقع قاعدة بيانات كرة القدم.إي يو (الإنجليزية)
- جواو كارلوس روتشا فيسنتي على موقع ناشيونال فوتبول تيمز (الإنجليزية)
- جواو كارلوس روتشا فيسنتي على موقع Soccerway.com (الإنجليزية)
- جواو كارلوس روتشا فيسنتي على موقع عالم كرة القدم.نت (الإنجليزية)